# William Matthews
William Matthews foi um notável encadernador americano conhecido como "o encadernador mais famoso que a América já produziu".
Matthews nasceu na Escócia em 1822. Em 1833 foi matriculado no London Orphan Asylum, após o que se tornou aprendiz dos encadernadores londrinos Remnant e Edmonds. Emigrou em dezembro de 1843 para o Brooklyn, Nova York, onde depois se casou com Julia Elizabeth Marle, filha do encadernador William Marle. Em 1889, publicou Considerações Práticas sobre A Encadernação Moderna, resultado de uma palestra proferida no Clube Grolier em Nova York.
Foi naturalizado cidadão americano em 1850.
Envolveu-se com a encadernação fina, exibindo seu trabalho no Centenário da Filadélfia de 1876 e na Exposição de Paris de 1899 .
É o autor de Modern bookbinding practically considered (1889).
Faleceu em 1896.